# Leptogaster unicolor
Leptogaster unicolor là một loài ruồi trong họ Asilidae. Leptogaster unicolor được Doleschall miêu tả năm 1858. Loài này phân bố ở miền Australasia.